# Pseudacanthicus
Pseudacanthicus – rodzaj słodkowodnych ryb sumokształtnych z rodziny zbrojnikowatych (Loricariidae). Spotykane w hodowlach akwariowych.

## Zasięg występowania
Ameryka Południowa: Surinam, Brazylia, Gujana, Gujana Francuska i Ekwador.

## Klasyfikacja
Gatunki zaliczane do tego rodzaju:
- Pseudacanthicus fordii
- Pseudacanthicus histrix
- Pseudacanthicus leopardus – nibytarczobok plamisty[3]
- Pseudacanthicus major
- Pseudacanthicus pirarara
- Pseudacanthicus pitanga
- Pseudacanthicus serratus
- Pseudacanthicus spinosus – nibytarczobok ciernisty[3]

Gatunkiem typowym jest Hypostomus serratus (P. serratus).

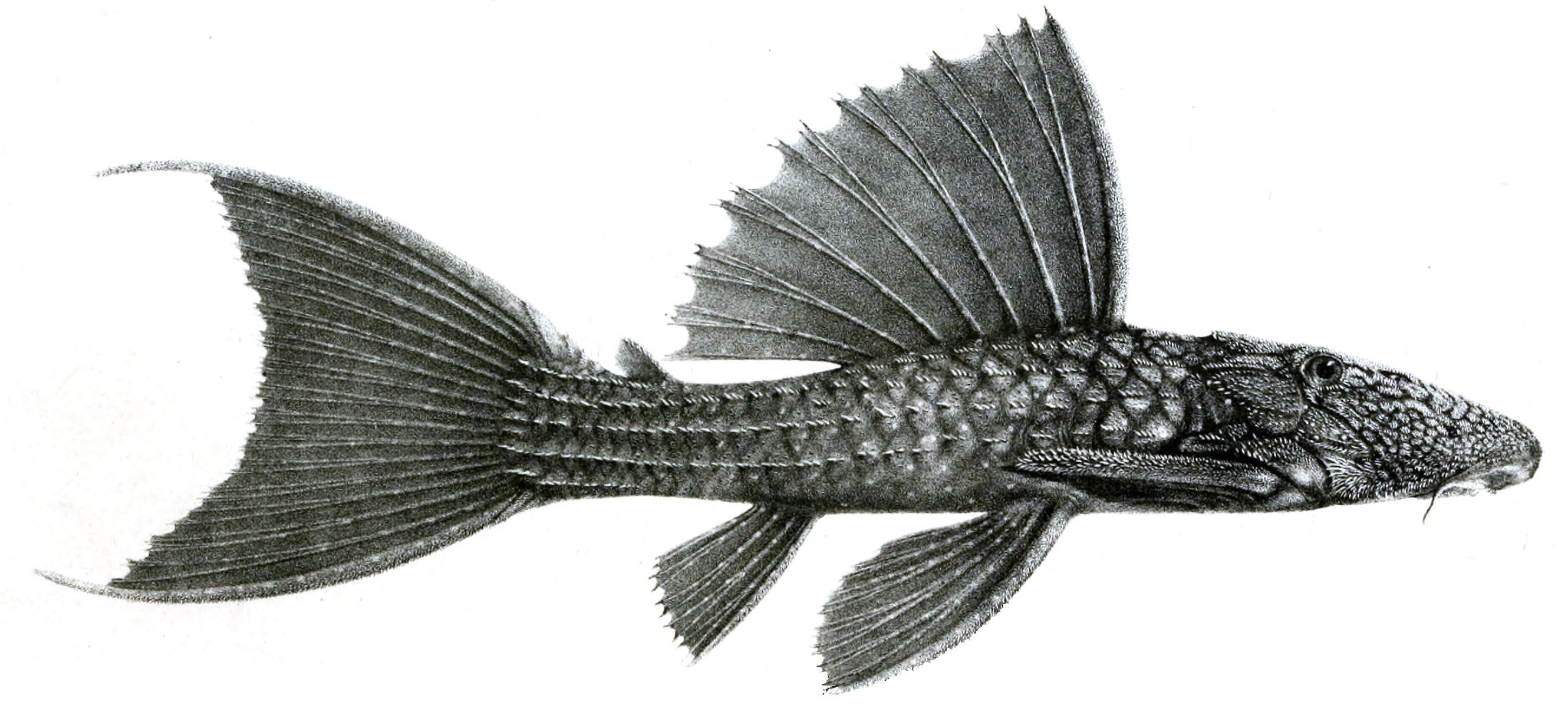
Pseudacanthicus fordii
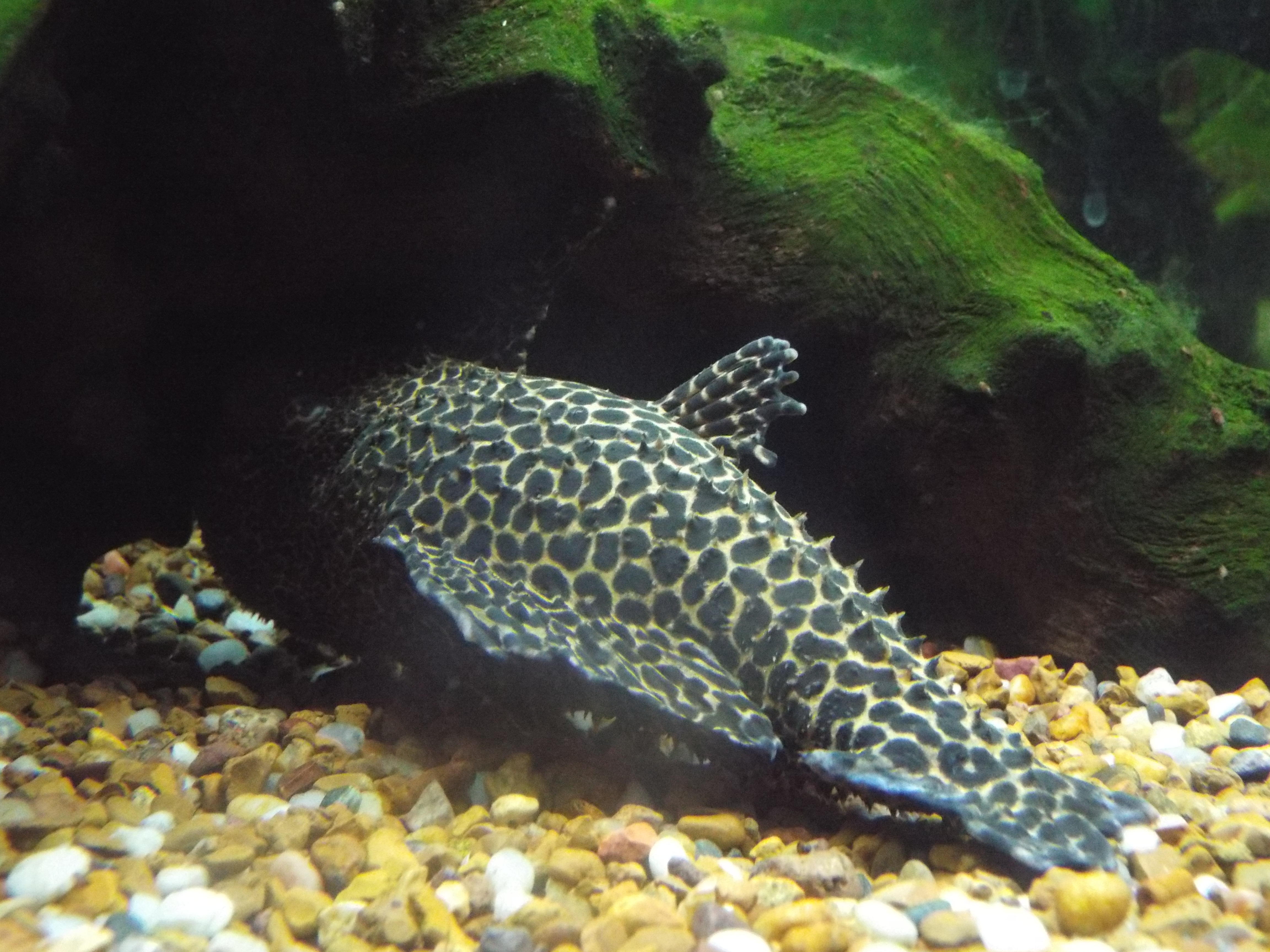
Pseudacanthicus leopardus